# 石城川村
石城川村（せきじょうがわむら）は、大分県大分郡にあった村。現在の由布市、大分市、別府市の一部にあたる。

## 地理
石城川、由布川の流域に位置していた。

## 歴史
- 1889年（明治22年）4月1日、町村制の施行により、大分郡来鉢村、七蔵司村、田代村、宮苑村、高崎村、内成村が合併して村制施行し、石城川村が発足[1][2]。旧村名を継承した来鉢、七蔵司、田代、宮苑、高崎、内成の6大字を編成[2]。
- 1948年（昭和23年）7月1日、大字来鉢字丸田を大分郡由布川村に編入[1][2]。
- 1954年（昭和29年）10月1日、大分郡挾間村、谷村、由布川村と合併し、挾間村が存続して廃止された[1][2]。

### 地名の由来
石城川による。

## 産業
- 農業、養蚕、薪炭[2]